# Sezze
Sezze est une commune italienne de la province de Latina, dans la région Latium. 

## Monuments et patrimoine
- Cathédrale de Sezze.

Le cycliste Filippo Simeoni y vit.

## Administration
| Période                                  | Période  | Identité       | Étiquette | Qualité |
| ---------------------------------------- | -------- | -------------- | --------- | ------- |
| 29 mai 2007                              | En cours | Andrea Campoli |           |         |
| Les données manquantes sont à compléter. |          |                |           |         |

### Hameaux
Casali, Ceriara, Colli, Crocemoschitto, Foresta, Sezze Scalo.

### Communes limitrophes
Bassiano, Carpineto Romano, Latina, Pontinia, Priverno, Roccagorga, Sermoneta.

## Dans la culture

Jeune fille de Sezze par le peintre suisse Léopold Robert, 1831. Musée des Beaux-Arts de La Chaux-de-Fonds.